# Cynoglossum grande

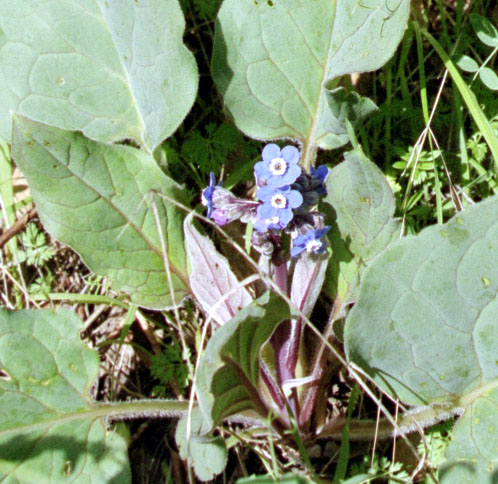
Flores.

Cynoglossum grande, llamado borraja, es una planta  de la familia Boraginaceae.

## Descripción
Crece en áreas sombrías de California. Su nombre de lengua le viene del parecido con sus hojas que son de color bronce cuando comienzan a desplegarse. Las flores son de color azul-blanca y crecen en un tallo central erecto.

## Taxonomía
Cynoglossum grande fue descrita por Douglas ex Lehm. y publicado en Novarum et Minus Cognitarum Stirpium Pugillus 2: 25–26. 1830.
Etimología
Cynoglossum: nombre genérico que deriva del griego cyno = "perro" y glossum = "lengua", refiriéndose a su parecido con la lengua de un perro. 
grande: epíteto latino que significa "grande".
Sinonimia
- Cynoglossum austinae Eastw.
- Cynoglossum grande var. laeve (A.Gray) A.Gray
- Cynoglossum laeve A.Gray[3]